# Tumba del príncipe de Hochdorf

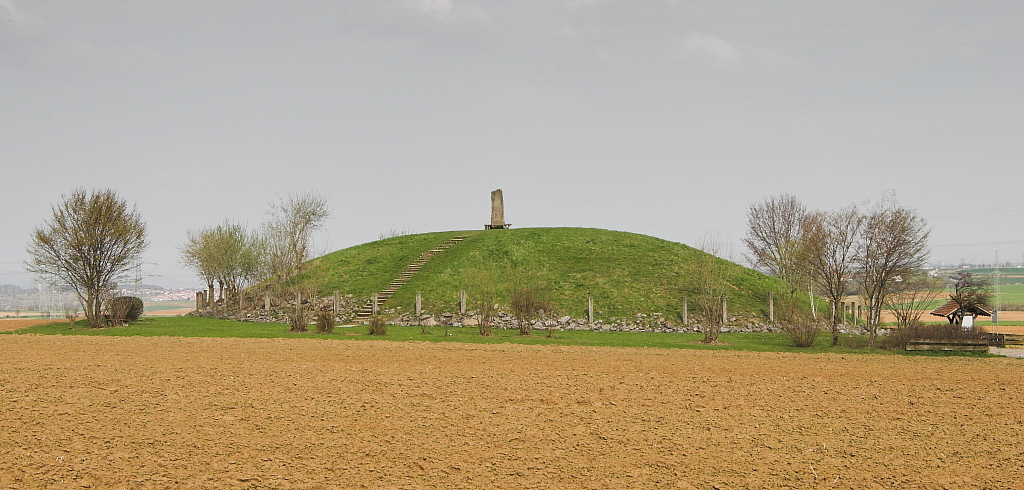
Túmulo funerario celta (reconstruido).

La tumba del príncipe  de Hochdorf es un suntuoso entierro celta descubierto intacto en Hochdorf an der Enz (municipio de Eberdingen) en Baden-Württemberg, Alemania, datado en 530 a. C., a finales del periodo de la cultura Hallstatt e inicios de La Tene. Fue descubierto en 1968 por un arqueólogo aficionado y excavado en 1978/79. Por entonces, el originalmente montículo de 60 m de ancho y 10 m de altura, se elevaba apenas un metro y era apenas discernible debido a siglos de erosión y actividad agrícola.
En su interior había una cámara de dos habitaciones cuadradas, una de 7,5 x 7,4 m y la otra 4,7 x 4,7 m, separadas por unas 50 toneladas de piedras, tal vez para dificultar el acceso a saqueadores. Originalmente, se habían colgado telas de las paredes y alfombrado el suelo de flores. Con el tiempo, el techo de vigas de roble se derrumbó, protegiendo el contenido del saqueo. Dentro del cuarto del entierro, un hombre, de aproximadamente 40 años y 1,87 m de altura, había sido tendido sobre un excepcional banco de bronce de 2,75 m de largo con respaldo grabado con escenas de danza y ocho pies en forma de figuras femeninas en equilibrio sobre ruedas. Juzgando por otros objetos encontrados sobre el esqueleto, este hombre probablemente había sido un gran jefe o príncipe celta: lucía un torque de oro al cuello, un brazalete en su brazo derecho, y aún se apreciaban sobre los restos el rastro de un sombrero cónico de corteza de abedul y ricas ropas con dos fíbulas; su ajuar incluía joyas de ámbar, una navaja de afeitar, un cortauñas, un peine, anzuelos de pesca, flechas en un carcaj, y más notablemente, unas finas láminas de oro que decoraban sus ahora desintegrados zapatos en punta. 
A los pies del banco había un gran caldero de bronce decorado con tres leones alrededor del borde; importación griega, una de las figuras era una copia realizada por artesanos celtas. Originalmente contenía 400 litros de hidromiel. En el lado este de la habitación habían dejado un carro de cuatro ruedas de madera chapada en hierro con yugo y arreos para dos caballos, sobre el que se colocó un conjunto de nueve platos y dos bandejas de bronce, un cuchillo, un hacha y una lanza (solo quedaba la punta, el asta de madera no se conservó). Nueve cuernos de beber colgados en las paredes, ocho de oro y bronce y otro de hierro de un metro, completaban un servicio para nueve personas.
Después del examen de la tumba, el montículo fue reconstruido a su altura original. Cerca de allí se construyó un museo sobre esta tumba, durante la construcción del cual se encontraron los cimientos de un antiguo pueblo celta, probablemente al cual perteneció el difunto. Estos fueron incorporados a la zona museística.

## Galería

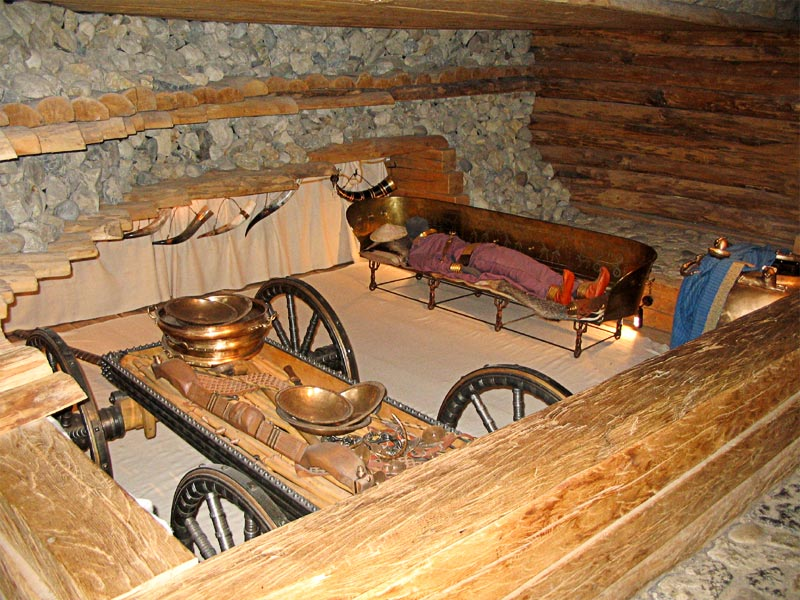
Reconstrucción de la cámara funeraria en el Museo del hallazgo.
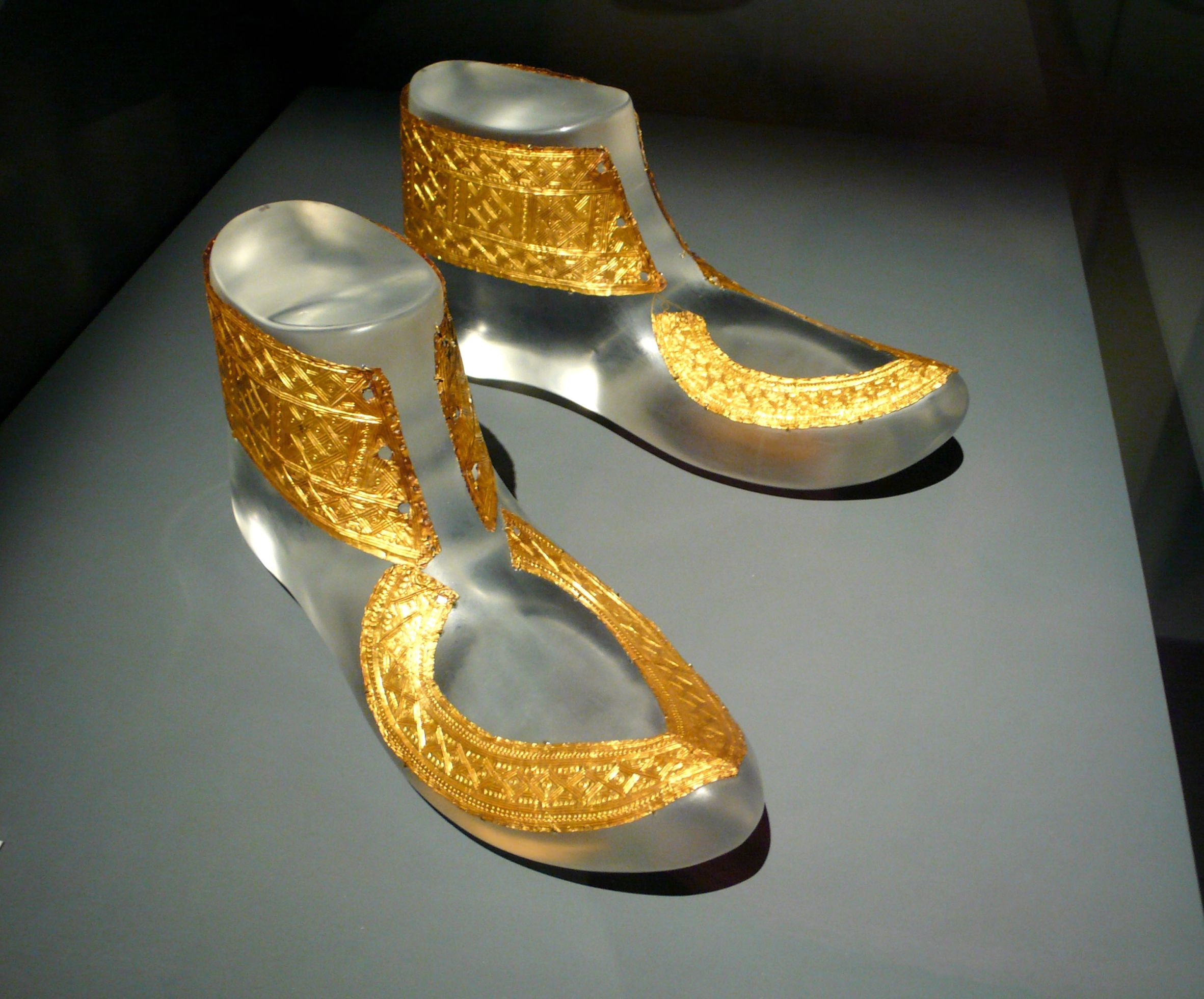
Ornamentos de oro de los zapatos.
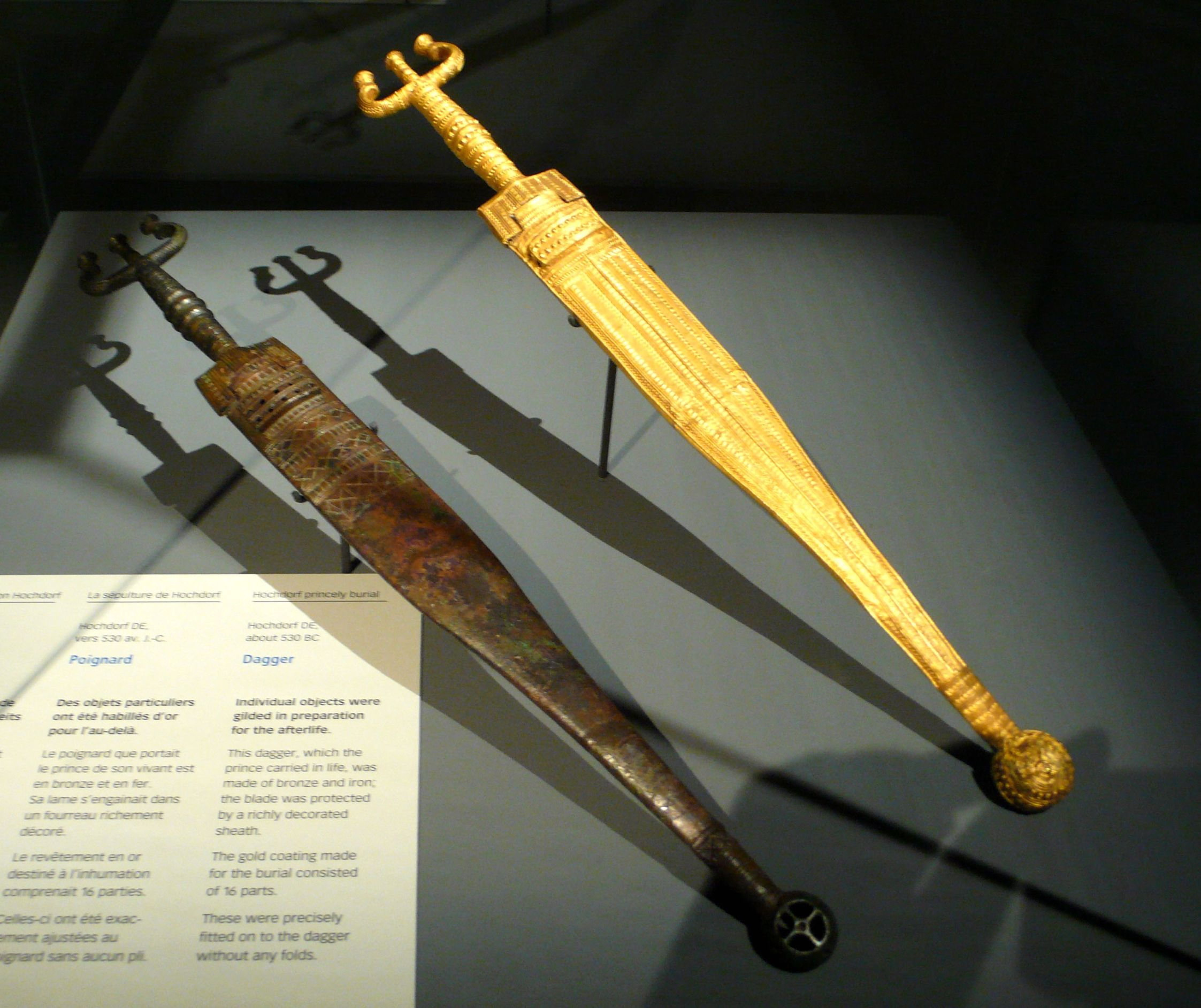
Daga chapada en oro.
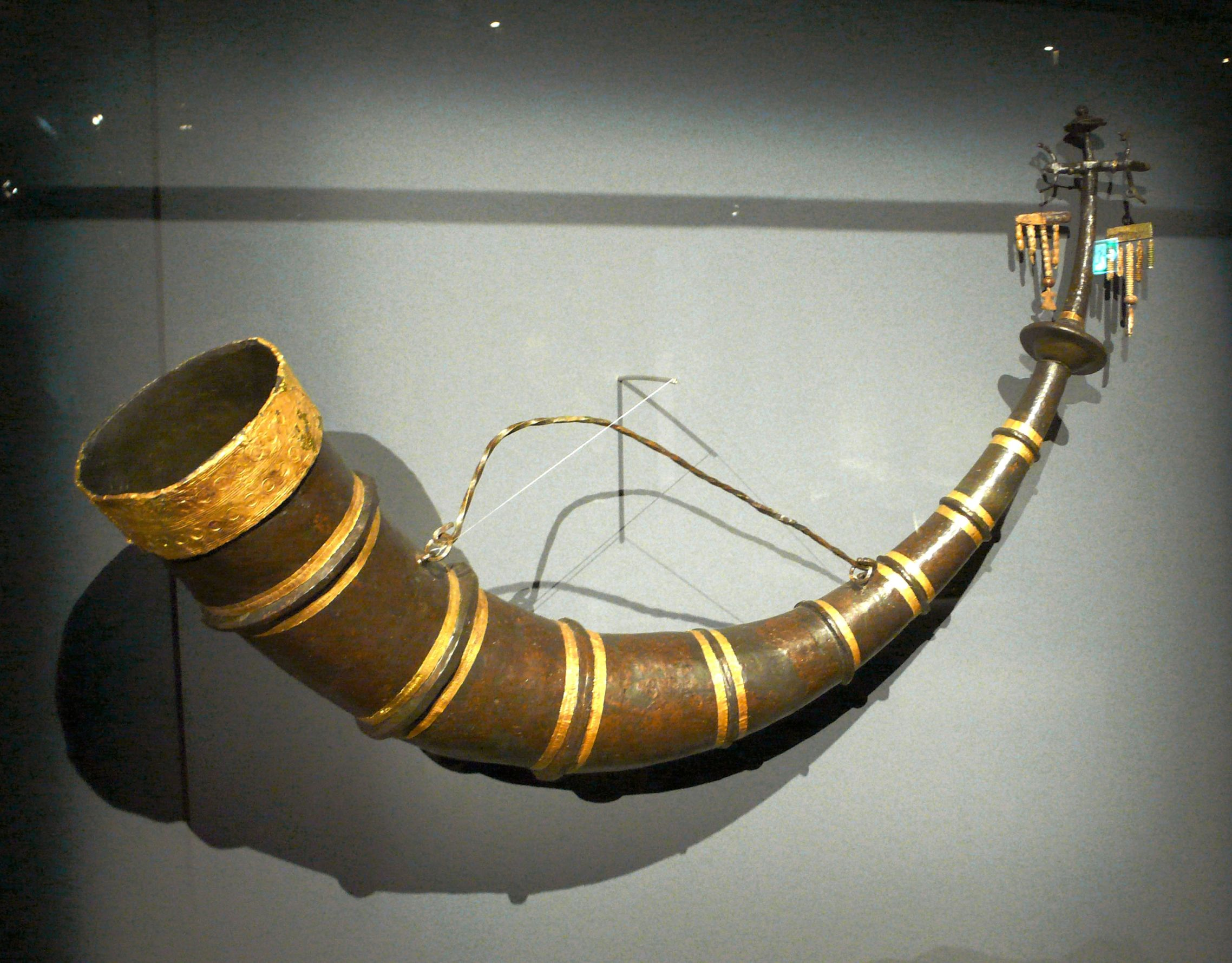
Cuerno de beber.